# 畔柳亨丞
畔柳 亨丞（くろやなぎ きょうすけ、2003年5月3日 - ）は、愛知県豊田市出身のプロ野球選手（投手）。右投右打。北海道日本ハムファイターズ所属。

## 経歴

### プロ入り前
豊田市立竹村小学校1年生のときに硬式野球のクラブチームである豊田リトルリーグで野球を始め、豊田市立竜神中学校在学時にはSASUKE名古屋ヤングに所属。3年時の2018年には同年行われたWBSC U-15ワールドカップの日本代表に選出されている。
愛知県名古屋市の中京大中京高校に進学し1年夏からベンチ入りしたが、同年秋に右肘を痛めて戦線を離脱した。チームはこの秋に明治神宮大会で優勝するなど公式戦を無敗で終え、第92回選抜高等学校野球大会への出場が決まっていたが、新型コロナウイルスの影響で同大会と夏の公式戦が全て中止になった。その後行われた2020年甲子園高校野球交流試合ではベンチから外れた。2年秋からエースとなり、東海大会で優勝。3年春の第93回選抜高等学校野球大会に出場した。専大松戸との1回戦で完封勝利を記録し、常総学院との2回戦も7回1失点で勝利。東海大菅生との準々決勝では大会2度目となる完封勝利を記録し、ベスト4に進出した。明豊との準決勝では球数制限を考慮して先発を回避。4回途中から救援登板したが、疲労からか右肘に違和感を覚え6回途中で降板し、チームも敗れた。同年夏は愛知県大会準決勝で愛工大名電に敗れ、2季連続での甲子園出場を逃した。畔柳の1学年上には、髙橋宏斗、中山礼都が在籍していた。
その後、2021年9月7日にプロ志望届を提出した。10月11日に行われたドラフト会議にて、北海道日本ハムファイターズから5巡目で指名を受けた。11月14日、契約金3000万円、年俸520万円で仮契約を結んだ（金額は推定）。背番号は46。

### 日本ハム時代
2022年は、イースタン・リーグで14試合に登板し、1勝1敗1セーブ、防御率3.00。9月25日に一軍昇格すると、同日の東北楽天ゴールデンイーグルス戦で2番手としてプロ初登板し、1回無失点に抑えプロ初ホールドを記録した。
2023年は一軍登板なしに終わった。
2024年は5月24日に一軍初昇格すると、登板4試合連続無失点の投球を見せた。しかし、6月8日の東京ヤクルトスワローズ戦で2点ビハインドの場面で2番手として登板するも、2者連続与四球から松本直樹に本塁打を打たれ3失点を喫し、10日に登録抹消となった。

## 投球スタイル
最速152km/hのストレートとカーブ、スライダー、チェンジアップを投げる。中京大中京監督の高橋源一郎は1学年上の髙橋宏斗と比較して、「球の力は高橋より上」と評している。

## 詳細情報

### 年度別投手成績
| 年 度     | 球 団     | 登 板 | 先 発 | 完 投 | 完 封 | 無 四 球 | 勝 利 | 敗 戦 | セ 丨 ブ | ホ 丨 ル ド | 勝 率 | 打 者 | 投 球 回 | 被 安 打 | 被 本 塁 打 | 与 四 球 | 敬 遠 | 与 死 球 | 奪 三 振 | 暴 投 | ボ 丨 ク | 失 点 | 自 責 点 | 防 御 率 | W H I P |
| --------- | --------- | ----- | ----- | ----- | ----- | -------- | ----- | ----- | -------- | ----------- | ----- | ----- | -------- | -------- | ----------- | -------- | ----- | -------- | -------- | ----- | -------- | ----- | -------- | -------- | ------- |
| 2022      | 日本ハム  | 1     | 0     | 0     | 0     | 0        | 0     | 0     | 0        | 1           | ----  | 4     | 1.0      | 1        | 0           | 0        | 0     | 0        | 0        | 0     | 0        | 0     | 0        | 0.00     | 1.00    |
| 2024      | 日本ハム  | 5     | 0     | 0     | 0     | 0        | 0     | 0     | 0        | 0           | ----  | 25    | 6.0      | 3        | 1           | 5        | 0     | 0        | 1        | 0     | 0        | 3     | 3        | 4.50     | 1.33    |
| 通算：2年 | 通算：2年 | 6     | 0     | 0     | 0     | 0        | 0     | 0     | 0        | 1           | ----  | 29    | 7.0      | 4        | 1           | 5        | 0     | 0        | 1        | 0     | 0        | 3     | 3        | 3.86     | 1.29    |

- 2024年度シーズン終了時

### 年度別守備成績
| 年 度 | 球 団    | 投手  | 投手  | 投手  | 投手  | 投手  | 投手     |
| 年 度 | 球 団    | 試 合 | 刺 殺 | 補 殺 | 失 策 | 併 殺 | 守 備 率 |
| ----- | -------- | ----- | ----- | ----- | ----- | ----- | -------- |
| 2022  | 日本ハム | 1     | 0     | 0     | 0     | 0     | ----     |
| 2024  | 日本ハム | 5     | 0     | 1     | 0     | 0     | 1.000    |
| 通算  | 通算     | 6     | 0     | 1     | 0     | 0     | 1.000    |

- 2024年度シーズン終了時

### 記録
- 初登板・初ホールド：2022年9月25日、対東北楽天ゴールデンイーグルス24回戦（札幌ドーム）、4回表に2番手で救援登板、1回無失点
- 初奪三振：2024年5月29日、対阪神タイガース1回戦（阪神甲子園球場）、9回裏に森下翔太から空振り三振

### 背番号
- 46（2022年[12] - ）

### 代表歴
- 2018 WBSC U-15ワールドカップ日本代表